# Ladies Must Live
Ladies Must Live é um filme mudo estadunidense de 1921, do gênero drama romântico, escrito e dirigido por George Loane Tucker, com roteiro baseado no romance Ladies Must Live, de Alice Duer Miller.
Há uma cópia preservada na Biblioteca do Congresso dos Estados Unidos.